# بريان ستون
بريان ستون (بالإنجليزية: Bryan Stone)‏ هو عالم عقيدة أمريكي، ولد في 1959.